# カスケードトンネル
カスケードトンネル（英語: Cascade Tunnel）は、アメリカ合衆国のカスケード山脈を貫いてスティーブンス峠の下に位置する2本のトンネルで、ワシントン州エバレットの東およそ65マイル（約105 km）のところに位置する。
最初のカスケードトンネルは、8回のスイッチバックのあった当初の路線で冬期の多量の降雪により生じる問題を解決するために、グレート・ノーザン鉄道が1900年に建設した、全長2.63マイル（約4.2 km）の単線鉄道トンネルであった。
2本目のカスケードトンネルは全長7.79マイル（約12.5 km）あり、東側のシェラン郡ベルンと西側のキング郡シーニックホットスプリングスを結んでいる。最初のトンネルの代替として1929年1月12日に供用開始され、以降使用中である。
アメリカ合衆国では最長の鉄道トンネルである。

## 歴史

### 旧トンネル

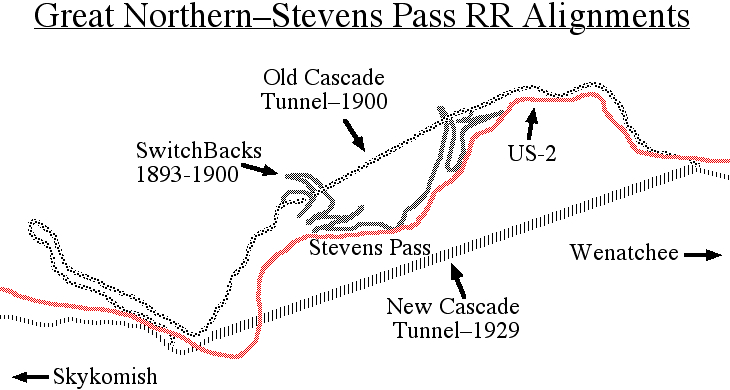
カスケードトンネルの経路図

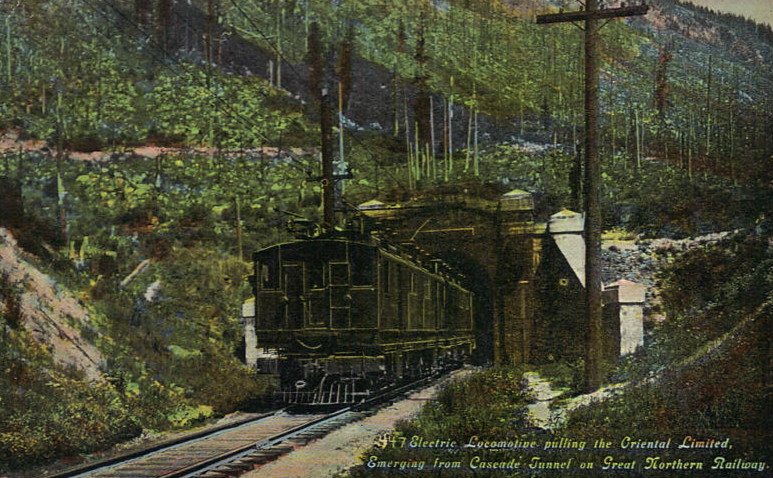
旧トンネルの東側坑口から出てくるオリエンタル特急（1918年）

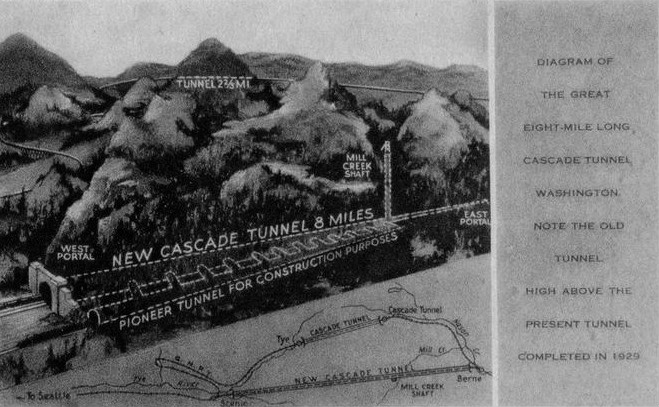
グレート・ノーザン鉄道が発行した、新旧のカスケードトンネルを示した絵はがき

旧トンネルは1897年8月20日に着工し、1900年12月20日に完成した。主任技術者は、1893年に開通したスイッチバックによる暫定路線と同じく、ジョン・フランク・スティーブンスが務めた。トンネルの直上にあるスティーブンス峠は、彼の名にちなんで名づけられている。
トンネルは東に向けて17 ‰の上り勾配で建設されたが、これは制限勾配である22 ‰に近い急峻な勾配であった。また、開業当初は非電化で蒸気機関車による運行であったため、煤煙がトンネル内に充満するという問題を抱えていた。
このため、トンネルを含む路線長4マイル（線路長6マイル）の区間について電化工事が行われる事となり、1909年7月10日に完成した。電化方式はアメリカでは珍しい6,600 V・25 Hzの三相交流で、電力はレヴェンワースのすぐ西側のウェナチー川 (Wenatchee River) に建設された水力発電所から供給されていた。
この区間を走る電気機関車として、アメリカン・ロコモティブ製の箱型機関車4両が導入された。電装品はゼネラル・エレクトリック製で、1,500馬力の出力を発揮し重量は115 tであった。当初は3両の重連で運用され、列車を15.7 mph（約25.1 km/h）で牽引した。しかし、より重量の大きな列車を牽引する必要が生じたため、電動機を直列につなぐ措置が執られた。その際、電力供給の上限超過を避けるために速度は半分の7.8 mph（約12.5 km/h）に落とされた。
開通当初より、このトンネルは雪崩の問題に悩まされ続けた。1910年3月1日、カスケードトンネルの西側坑口に近いウェリントン（事故後タイ Tye に改名）において雪崩の影響で列車が脱線する事故が発生し、96人以上が死亡するというアメリカ史上最悪の雪崩災害となった。この事故を受けて新トンネルの建設が促進され、1929年の新トンネル開通に伴って旧トンネルは廃止された。
2007年から2008年にかけての冬期に、旧トンネルの一部区間で天井が崩落し、トンネル内を塞いだ。この残骸と溢れた水のために歩行者も通行できなくなっている。当面の間、西側坑口から1.5マイル（約2.4 km）の範囲に立ち入らないよう警告が出されている。

### 新トンネル

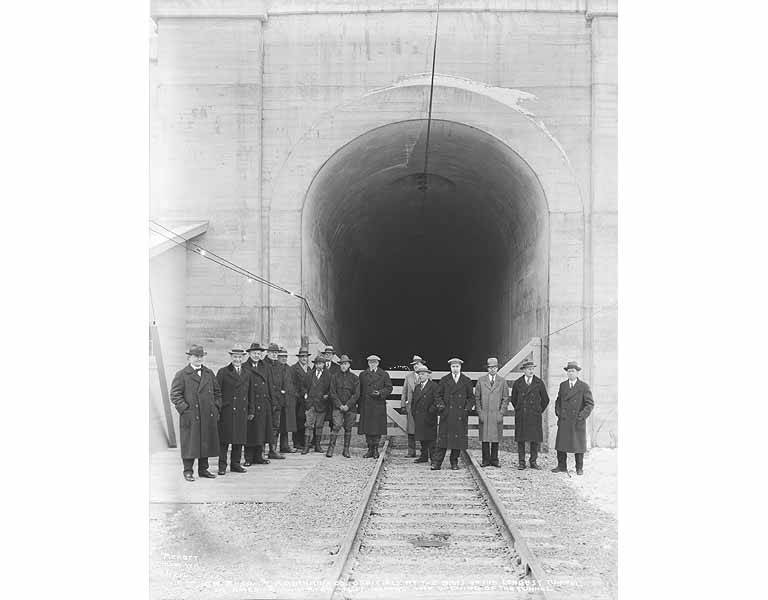
新トンネルの開通、1929年1月12日

新トンネルは1925年12月に着工し、ミネソタ州セントポールのA.ガスリー (A. Guthrie) 主導の下、わずか3年で建設された。その目的は、老朽化が進行していたスノーシェッドをこれ以上保守しなくて済むように、1928年から1929年の冬期までに完成させるというものがあった。新トンネルの建設中、旧トンネルとスカイコミッシュの間の21マイル（約33.6 km）が電化されたが、新トンネルの開通時にこのうち8マイルは廃止となった。
新トンネルは1929年1月12日に開通した。制限勾配は依然として22パーミルであったが、20パーミルまたはそれ以下の勾配区間21マイル（約33.6 km）が除却された。路線長は8.7マイル（約13.9 km）短縮され、最高地点は3,382フィート（約1,031 m）から2,881フィート（約878 m）へ、502フィート（約153 m）低くなった。
新線ではスカイコミッシュ - ワナッチー間の、路線長にして72.9マイル（約116.6 km）、線路長にして93.2マイル（約149.1 km）の区間が、単相交流11,000 V・25 Hzで電化された。
新線開業に伴い、ボールドウィン・ロコモティブ・ワークス/ウェスティングハウス・エレクトリック製のZ-1型機関車が導入された。この機関車は半永久連結された1-D-1車軸配置の箱型車体を持ち、1時間あたりの定格出力は4,330 PS、重量は371 tであった。駆動用の直流電動機に電力を供給する電動発電機を搭載しているため、従来は2本必要としていた架線が1本のみで済むという利点があった。
新トンネル開通に伴い、東行きの2500 t列車がそれまで4時間を要していたところが、3500 t列車で1時間45分に短縮された。またそれまで、回生ブレーキから架線に返された電力は変電所に設置された液体抵抗器で熱に変換され捨てられていたが、他の列車で消費したり電力会社に送り返す事ができるようになった。
1956年にはディーゼル機関車の排煙を排気する換気システムが設置され、電化設備が撤去された。
1996年4月4日には東行きの貨物列車が、東側坑口の扉が適切に開かなかったために扉を損壊する事故が発生した。負傷者は出なかったが、代わりの扉がシアトル地区から運び込まれるまで数日にわたって列車の運転速度が下げられた。
2001年秋には1両がトンネル内で脱線を起こし、そのまま引きずられた状態でトンネルの外に出てきた。これにより、トンネル壁面に取り付けられたケーブル類が損傷する被害が出た。

## 運行

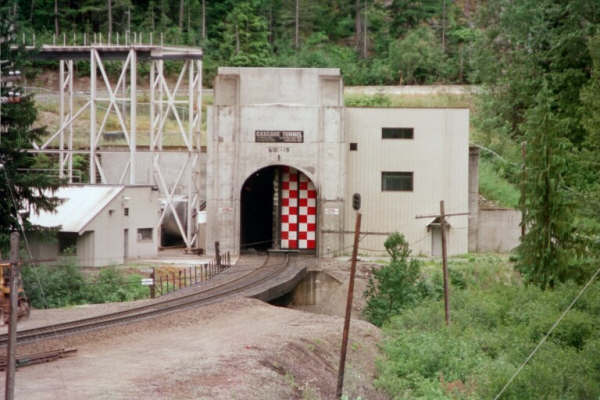
東側坑口のドアが列車を通すために開いている様子

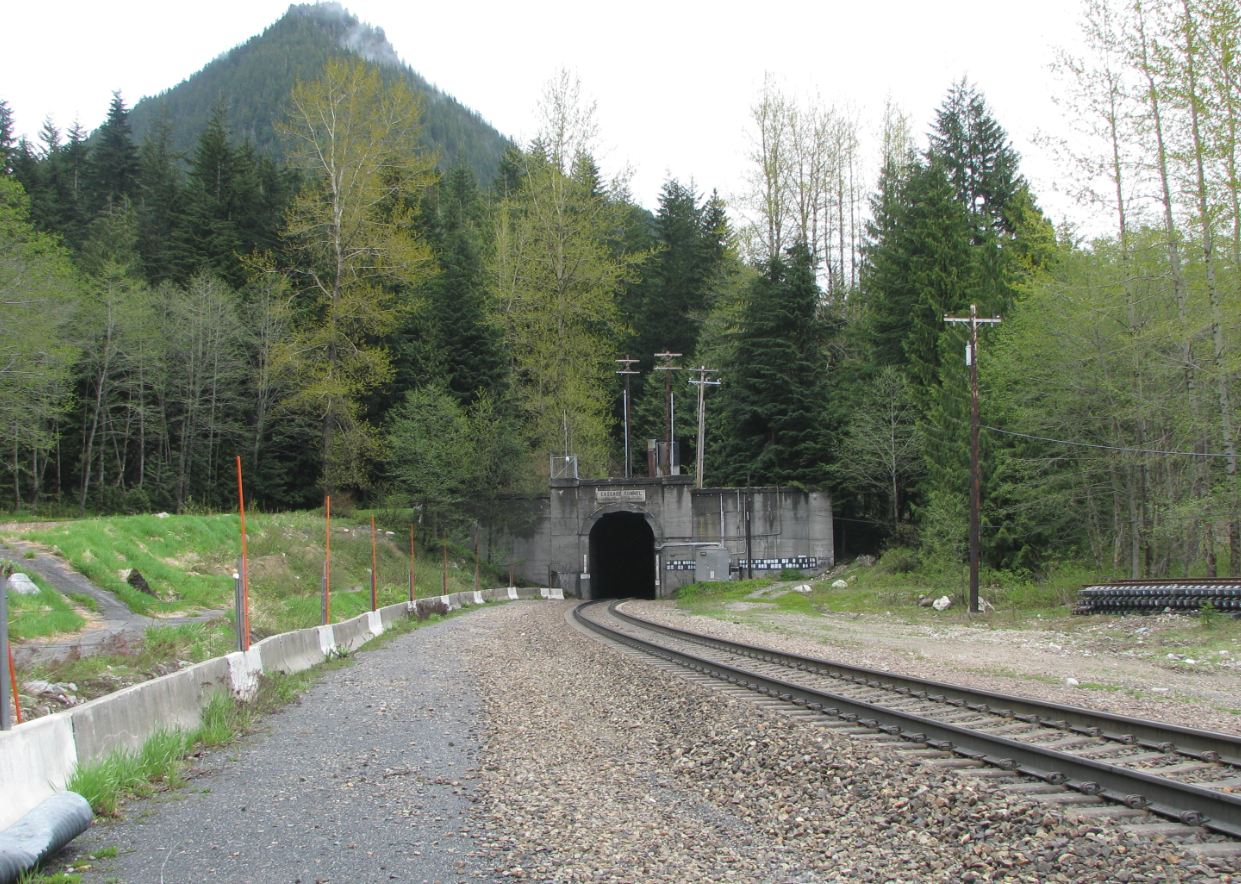
カスケードトンネル西側坑口

現在カスケードトンネルはBNSF鉄道により通常通り供用されており、定期的な保守作業が行われている。新トンネルの区間はベルンとシーニックホットスプリングスを結ぶ直線のトンネルである。シアトルとワナッチーの間はBNSF鉄道のシーニック・サブディビジョンに属しており、アムトラックのエンパイア・ビルダーがここを通っている。安全と換気上の問題から、このトンネルはシアトルからスポケーンの間の区間で何本の列車を運行できるかの制限要素となっている。現在の制限は1日当たり28本である。トンネルを通過する列車の速度は25マイル毎時（約40 km/h）である。
トンネル内の勾配は15.65パーミル（64分の1）で、西から東へ向けて上り勾配である。スカイコミッシュの町から西側までは22パーミルある。近年、トンネル内の電気通信設備と軌道が改良された。
排煙問題を軽減するために換気設備が用いられている。西側の坑口から列車がトンネルに進入すると、東側坑口の扉が閉じられ、巨大なファンが回転して冷たい空気をトンネル内に流し込み、ディーゼル機関車を助ける仕組みになっている。列車がトンネル内にいる間は、ファンは気圧の問題のために出力制限された状態で動いている。列車がトンネルを出て、赤と白の市松模様の扉が閉鎖されると、次の列車が入ってくるまでに排気ガスを完全にトンネルから排出するためにファンが20分から30分の間最大出力で運転される。反対方向の列車に対しては、0.6マイル（約1 km）離れた位置に列車が来た時点で扉が開く。ファンは2つの800馬力電動機で駆動されており、20分以内に7マイルのトンネル内から排気ガスを排出するようになっている。現在の列車の乗務員は、ファンが故障したり列車がトンネル内で立ち往生したりした場合に備えて携帯型呼吸器を携帯している。これに加えて、1,500から2,500フィート（約460から760 m）おきに非常用設備の設置されている場所があり、追加の空気タンクや換気設備の故障などに使える設備がある。